# 黑林山铁路沿线古塔赫
黑林山铁路沿线古塔赫（德語：Gutach (Schwarzwaldbahn)），简称古塔赫（德語：Gutach，發音：[ˈɡuːtax]），是德国巴登-符腾堡州弗赖堡行政区奥尔特瑙县的市镇，总面积31.74平方千米，2023年12月31日总人口为2,338人。